# Franz Rogowski

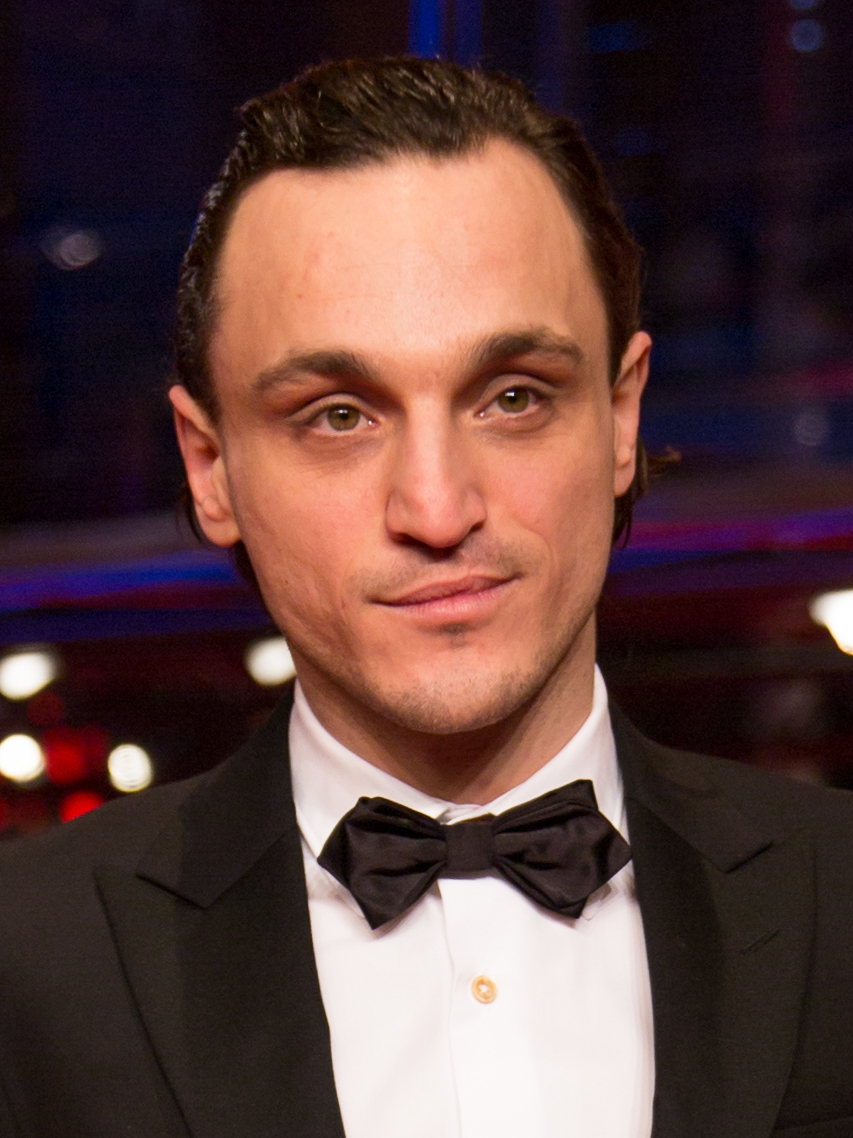
Franz Rogowski auf der Berlinale 2018

Franz Rogowski (* 2. Februar 1986 in Freiburg im Breisgau) ist ein deutscher Schauspieler.

## Leben
Der Sohn eines Kinderarztes und einer Hebamme wuchs in einem bürgerlichen Umfeld in Tübingen auf. Sein Großvater mütterlicherseits ist der frühere BDI-Präsident Michael Rogowski. Franz Rogowski arbeitete u. a. als Fahrradkurier und Antiquariatsgehilfe, besuchte eine Schweizer Clownsschule und machte eine Tanzausbildung. Seit 2007 ist er in der freien Theaterszene unterwegs. Er trat als Tänzer wie auch als Choreograf und Schauspieler an diversen Bühnen in Erscheinung, so z. B. am Thalia Theater Hamburg, am Schauspielhaus Hannover oder an der Schaubühne am Lehniner Platz.
Rogowski hat von Geburt an eine Lippenspalte, die operativ geschlossen wurde. Deshalb lispelt er leicht beim Sprechen. Er wurde vom Berliner Regisseur Jakob Lass als Kinoschauspieler entdeckt. Lass setzte ihn in Frontalwatte (2011) und im preisgekrönten Love Steaks (2013) jeweils für die männliche Hauptrolle ein. 2015 folgte die Mitwirkung am Berlinale-Wettbewerbsbeitrag Victoria unter der Regie von Sebastian Schipper. Mit der Spielzeit 2015/16 wurde der autodidaktische Schauspieler festes Ensemblemitglied der Münchner Kammerspiele.
2017 war Rogowski als Sohn von Anne Laurent, dargestellt von Isabelle Huppert, in Michael Hanekes Spielfilm Happy End zu sehen, der bei den 70. Internationalen Filmfestspielen von Cannes uraufgeführt wurde. 2018 folgten Hauptrollen in den Kinoproduktionen Lux – Krieger des Lichts von Daniel Wild, In den Gängen von Thomas Stuber und Transit von Christian Petzold. Die beiden letztgenannten Filme erhielten Einladungen in den Wettbewerb der 68. Internationalen Filmfestspiele Berlin, wo Rogowski eine Ehrung als deutscher „Shooting Star“ zuteilwurde. Im selben Jahr gewann Rogowski den Deutschen Filmpreis als Bester Hauptdarsteller für In den Gängen.
2020 arbeitete Rogowski mit Christian Petzold und Paula Beer an dem Spielfilm Undine zusammen. 2023 schaffte es der Film mit ihm in der Hauptrolle Lubo in den Wettbewerb von Venedig. Für seine Hauptrolle in Ira Sachs’ Beziehungsdrama Passages (2023) gewann er den New York Film Critics Circle Award und wurde für den Independent Spirit Award nominiert.
Franz Rogowski lebt in Berlin.

## Filmografie (Auswahl)
- 2011: Frontalwatte
- 2013: Love Steaks
- 2014: Polizeiruf 110: Hexenjagd (Fernsehfilm)
- 2015: Victoria
- 2015: Uns geht es gut
- 2015: Besuch für Emma (Fernsehfilm)
- 2017: Happy End
- 2017: Tiger Girl
- 2017: Fikkefuchs
- 2017: Figaros Wölfe
- 2018: Lux – Krieger des Lichts
- 2018: Transit
- 2018: In den Gängen
- 2019: Ich war zuhause, aber
- 2019: Ein verborgenes Leben (A Hidden Life)
- 2020: Undine
- 2020: Schwarze Milch
- 2021: Große Freiheit
- 2021: Luzifer
- 2021: Freaks Out
- 2021: Heikos Welt
- 2023: Passages
- 2023: Disco Boy
- 2023: Lubo
- 2024: Bird

## Theater (Auswahl)
- 2007: Theater Zagreb, Almoust, Choreografie Sanja Tropp (Gewinner des Wettbewerbs – International platform for young choreographers, Zagreb)
- 2008: als Schauspieler & Choreograph in „Almoust you“ in Zusammenarbeit mit der filmArche, Berlin
- 2009: Schaubühne Berlin, „Megalopolis“, R: Constanza Macras / Dorky Park
- 2009: Hebbel am Ufer, „The spontaneous sculpture of the poo“, R: Johannes Dullin
- 2010: Hebbel am Ufer, „because of the situation“, R: Kerstin Lenhard / Sabine Zahn
- 2010: Hebbel am Ufer, „the pecision of the freedom“, R: Johannes Dullin
- 2011: Schaubühne, „protect me“, R: Falk Richter
- 2011: auf Tour mit Banality Dreams, Constanza Macras / Dorky Park, Falk Richter / Anouk van Dijk
- 2011: Theatre National Brüssel, „PlayLoud“, R: Falk Richter
- 2011: Thaliatheater Hamburg / Salzburger Festspiele, Faust, R: Nicolas Stemann
- 2012: Ballhaus Ost, „Rambo“, R: Florian Loyke / Das Helmi
- 2012: Tanzfabrik Berlin, Uferstudios / Thalia Theater Hamburg, „Friktion“, R: Franz Rogowski
- 2012: Theater Oberhausen„Magnet der Affen“, Regie: Florian Loyke / Das Helmi
- 2012: Auf Tour und am Haus mit Nicolas Stemann am Thaliatheater und Falk Richter / Anouk van Dijk
- 2013: Radialsystem Berlin & Schauspielhaus Basel, Votre Faust / Henry Pousseur, R: George Delnon / Alienor Dauchez
- 2013: Thalia Theater Hamburg, Schaubühne Berlin und freie Produktionen auf Tour in Europa
- 2013: Tanzfabrik Berlin / Uferstudios, B27, R: Franz Rogowski
- 2013: Kampnagel-Hamburg, schwarz/weiss, R: MeineDamenundHerren
- 2013: Schauspielhaus Hannover , „Terminator 2“, Regie: Florian Loycke / Das Helmi
- 2013: Maxim Gorki Theater Berlin, n. n., R: Falk Richter
- 2014–15: Schaubühne Berlin, for the disconnected child, R: Falk Richter
- 2015: Münchner Kammerspiele, Rocco und seine Brüder, R: Simon Stone[5]

## Auszeichnungen
- 2013: Förderpreis Neues Deutsches Kino – Schauspiel für Love Steaks (gemeinsam mit Lana Cooper)
- 2014: Darstellerpreis beim Evolution International Filmfestival Mallorca für Love Steaks
- 2018: Shooting Star der European Film Promotion (Berlinale 2018)[6][7]
- 2018: Deutscher Filmpreis für In den Gängen (Beste männliche Hauptrolle)
- 2018: Günter-Rohrbach-Filmpreis – Preis des Oberbürgermeisters für In den Gängen und Transit[8]
- 2019: Ulrich-Wildgruber-Preis[9]
- 2021: Best Actor im Fantastic Fest Competition (Austin) für Freaks Out und Luzifer[10][11]
- 2021: Best Actor in Official Fantastic Section im Sitges Filmfest für Luzifer[12]
- 2022: Deutscher Schauspielpreis in der Kategorie Schauspieler in einer dramatischen Hauptrolle für Große Freiheit
- 2023: New York Film Critics Circle Award in der Kategorie Bester Hauptdarsteller für Passages[13]